# Jiří Hanzal
Jiří Hanzal (* 25. září 1945 Zlín) je český archivář a historik žijící ve Švýcarsku, odborník na dějiny raného novověku, zejména na dějiny Romů.

## Život
V letech 1963–1968 studoval na filozofické fakultě brněnské univerzity obor archivnictví. V roce 1979 získal titul Doktor filozofie v oboru Dějiny novověku na filozofické fakultě univerzity Palackého v Olomouci. V letech 1968–1976 pracoval v Okresním archivu ve Zlíně, v letech 1976–1980 v Archivu města Brna.
V roce 1980 emigroval do Švýcarska, kde byl činný jako archivář, knihovník a historik v Curychu, Basileji, Aarau a Oltenu. V letech 1990–1993 spolupracoval na historických projektech ve Státním archivu v Basileji, následně v letech 1993–2004 působil v Kantonální knihovně Aarau a od roku 2004 do roku 2009 jako vedoucí vysokoškolské knihovny v Oltenu. Byl iniciátorem a dlouholetým koordinátorem prvního celošvýcarského elektronického knihovního katalogu CHVK (Schweizer Virtueller Katalog).
Věnuje se vědecké a publikační činnosti s těžištěm na dějiny Cikánů (Romů) od 15. do 18. století a na dějiny správy. Spolupracoval na knihách s regionální tematikou a na výstavách s archivní a historickou tematikou. Je autorem monografií a početných publikací ve vědeckých časopisech (dějiny Cikánů, dějiny správy, biogramy aj.).
Je zván k hostovským přednáškám, např. na Karlově univerzitě v Praze, Masarykově univerzitě v Brně, Univerzitě J. E. Purkyně v Ústí nad Labem a Jihočeské univerzitě v Českých Budějovicích.
Roku 2015 mu byla udělena medaile Za zásluhy o české archivnictví.
V letech 2010–2022 byl předsedou Československého spolku Domov v Basileji.

## Vybrané publikace
- Hanzal, Jiří: Cikáni na Moravě v 15. až 18. století. Dějiny etnika na okraji společnosti, Praha: Nakladatelství Lidové noviny 2004, 240 s. (Knižnice Dějin a současnosti ; 24). ISBN 80-7106-508-0
- Hanzal, Jiří – Šefčík, Ondřej (eds.): Sršatý Prajz. Erich Šefčík (1945–2004), Praha: Nakladatelství Lidové noviny 2010, 256 s. ISBN 978-80-7422-033-3
- Hanzal, Jiří: Demografie cikánského obyvatelstva v českých zemích v 17. a 18. století (na základě rozboru církevních matrik). Historická demografie 40, 2016, 2, s. 135–177
- Hanzal, Jiří: Zigeuner in Schlesien bis zur preußischen Inbesitznahme 1740 anhand normativer Quellen. Frühneuzeit-Info 33, 2022, s. 117–140
- Hanzal, Jiří: Cikáni v Čechách do třicetileté války. Sborník archivních prací 73, 2023, s. 6–48
- Hanzal, Jiří: Zigeuner in Pommern bis zum Jahre 1815. Mit Schwerpunkt auf Schwedisch-Pommern. Baltische Studien. Pommersche Jahrbücher für Landesgeschichte NF 110, 2024, s. 133–159